# Songs for Japan
Songs for Japan es un álbum recopilatorio de caridad creado para ayudar a los esfuerzos de socorro por el terremoto y el tsunami de 2011 Tōhoku. Un proyecto de colaboración entre los "cuatro grandes" discográficas de la industria de la música (EMI, Sony, Universal, y Warner), el álbum fue lanzado a través de la iTunes Store el 25 de marzo de 2011 a través de Universal. Las regalías de las canciones que aparecen en el álbum fueron dejadas a fin de que todas las ganancias pueden ser donadas a la Cruz Roja Japonesa. El álbum físico fue lanzado el 4 de abril de 2011 a través de Sony.

## Reception
A pesar de que Songs for Japan recibió comentarios positivos por su propósito caritativo, fue criticado por ser una recopilación de canciones que ya publicadas, con la excepción del remix de "Born This Way" de Lady Gaga. Esto lo diferencia álbumes de caridad anteriores, tales como Hope for Haiti Now, que había incluido música y presentaciones originales.

## Lista de canciones
El álbum incluye 38 temas.

| Disco Uno |                                                   |                                      |          |  |
| N.º       | Título                                            | Artista(s)                           | Duración |  |
| 1.        | «Imagine» (remasterizada)                         | John Lennon                          | 3:07     |  |
| 2.        | «Walk On» (radio edit)                            | U2                                   | 4:29     |  |
| 3.        | «Shelter from the Storm»                          | Bob Dylan                            | 5:01     |  |
| 4.        | «Around the World» (en vivo)                      | Red Hot Chili Peppers                | 3:58     |  |
| 5.        | «Born This Way» (Starsmith remix)                 | Lady Gaga                            | 6:45     |  |
| 6.        | «Irreplaceable»                                   | Beyoncé                              | 3:48     |  |
| 7.        | «Talking to the Moon» (versión de piano acústica) | Bruno Mars                           | 3:37     |  |
| 8.        | «Firework»                                        | Katy Perry                           | 3:47     |  |
| 9.        | «Only Girl (In the World)»                        | Rihanna                              | 3:55     |  |
| 10.       | «Like I Love You»                                 | Justin Timberlake                    | 4:43     |  |
| 11.       | «Miles Away» (en vivo)                            | Madonna                              | 4:50     |  |
| 12.       | «When Love Takes Over»                            | David Guetta featuring Kelly Rowland | 3:11     |  |
| 13.       | «Love the Way You Lie» (versión censurada)        | Eminem featuring Rihanna             | 4:23     |  |
| 14.       | «Human Touch»                                     | Bruce Springsteen                    | 6:28     |  |
| 15.       | «Awake» (en vivo)                                 | Josh Groban                          | 5:39     |  |
| 16.       | «Better Life»                                     | Keith Urban                          | 4:43     |  |
| 17.       | «One Tribe»                                       | The Black Eyed Peas                  | 4:40     |  |
| 18.       | «Sober»                                           | Pink                                 | 4:11     |  |
| 19.       | «It's OK»                                         | Cee Lo Green                         | 3:46     |  |

| Disco Dos |                                                         |                                                           |          |  |
| N.º       | Título                                                  | Artista(s)                                                | Duración |  |
| 1.        | «I Run to You»                                          | Lady Antebellum                                           | 4:16     |  |
| 2.        | «What Do You Got?»                                      | Bon Jovi                                                  | 3:47     |  |
| 3.        | «My Hero»                                               | Foo Fighters                                              | 4:19     |  |
| 4.        | «Man on the Moon» (en vivo)                             | R.E.M.                                                    | 6:01     |  |
| 5.        | «Save Me» (versión censurada)                           | Nicki Minaj                                               | 3:05     |  |
| 6.        | «By Your Side»                                          | Sade                                                      | 4:34     |  |
| 7.        | «Hold On» (radio mix)                                   | Michael Bublé                                             | 4:07     |  |
| 8.        | «Pray» (acoustic)                                       | Justin Bieber                                             | 3:34     |  |
| 9.        | «Make You Feel My Love»                                 | Adele                                                     | 3:32     |  |
| 10.       | «If I Could Be Where You Are»                           | Enya                                                      | 4:01     |  |
| 11.       | «Don't Let The Sun Go Down On Me»                       | Elton John                                                | 5:36     |  |
| 12.       | «Waiting on the World to Change»                        | John Mayer                                                | 3:21     |  |
| 13.       | «Teo Torriatte (Let us Cling Together)» (remasterizada) | Queen                                                     | 5:55     |  |
| 14.       | «Use Somebody»                                          | Kings of Leon                                             | 3:50     |  |
| 15.       | «Fragile» (live in Berlín)                              | Sting, Steven Mercurio, and the Orquesta Filarmónica Real | 4:50     |  |
| 16.       | «Better in Time»                                        | Leona Lewis                                               | 3:54     |  |
| 17.       | «One in a Million»                                      | Ne-Yo                                                     | 4:03     |  |
| 18.       | «Whenever, Wherever»                                    | Shakira                                                   | 3:16     |  |
| 19.       | «Sunrise»                                               | Norah Jones                                               | 3:20     |  |

## Recepción comercial
El álbum vendió 68 000 copias en su primera semana de ventas en los Estados Unidos, debutando en el número seis en el Billboard 200. Se vendieron 8000 copias en Canadá y debutó en el número tres en el Canadian Albums Chart. En la lista de álbumes recopilatorios de la Recording Industry Association of New Zealand, el álbum debutó en el número uno.